# Testeur de composant
Un testeur de composants ou testeur in situ est un appareil électronique permettant de déterminer et de vérifier les caractéristiques de certains composants électroniques actifs ou passifs tels que les diodes (tension de seuil), les transistors (gain en amplification), les fonctions de circuit logique, etc.
Les multimètres modernes intègrent souvent les plus basiques de ces fonctions, en plus de la mesure de la tension, de l'intensité, et de la résistance électrique.
Pour tester le fonctionnement dynamique et les fonctions logiques des circuits numériques, il est nécessaire que le testeur dispose d'un modèle auquel comparer les résultats de ses tests : le nombre et la variété de circuits étant très élevés, ces appareils sont souvent reliés à un micro-ordinateur leur fournissant les capacités de stockage et de calcul nécessaires. Ces appareils sont généralement capables de programmer les circuits logiques : mémoire, microcontrôleur, etc.
*